# Me Myself Andi
Me Myself Andi ist ein deutscher Kurzfilm von Lili Zahavi aus dem Jahr 2022.
Zahavis Film wurde im Jahr 2022 in den Wettbewerb des 43. Filmfestivals Max Ophüls Preis eingeladen.

## Handlung
Berlin im Sommer: Lili Zahavi trifft mit ihrer Freundin Lisa Andreas die Abmachung, einen Film über sie zu drehen. Die Studentin der Erziehungswissenschaft befindet sich im 14. Semester und versucht seit Jahren, ihre Bachelorarbeit zu verfassen. Dieses Sommersemester will Lisa es endlich wissen und Lehrerin werden. Sie meldet ihre Arbeit mit dem Titel „Prävention von Adipositas durch Einführung einer Verbrauchssteuer“ beim Prüfungsamt an. Für den Schreibprozess hat sie sechs Wochen Zeit. Zahavi will Lisa dabei helfen, ihr Ziel im Blick zu behalten und nicht der Prokrastination zu verfallen. Später dokumentiert Lisa selbst ihre Fortschritte mit der Kamera und legt ein Videotagebuch an.
Die Langzeitstudentin lässt sich in der folgenden Zeit treiben. Lisa leidet unter Konzentrationsstörungen und Essproblemen. Sie verbringt u. a. viel Zeit mit dem sie häufig kritisierenden Künstler Karl und dem attraktiven Freigeist Julian, mit dem sie offen die Droge Amphetamin konsumiert. Lisa muss sich auch um ihren sensiblen Hund Stella und ihre psychisch-kranke Mutter kümmern, die seit mehreren Monaten verschwunden ist. Auch steht ein Umzug nach Biesdorf bevor. Bei einem Treffen mit Freunden kommt es zu einem heftigen Streit, als ein Kleinkind Lisas Brillenetui mit Drogen entdeckt.
Lisa gelingt es am Ende wieder Kontakt zu ihrer Mutter aufzunehmen. Nach einem Nervenzusammenbruch kurz vor dem Abgabetermin stellt sie ihre Bachelorarbeit innerhalb von 72 Stunden fertig. Sie erhält dafür die Note 1,2. Später arbeitet sie als Lehrerin in ihrem Wunschberuf und unterrichtet das Schulfach „Glück“.

## Hintergrund
Für die überwiegend in der Vergangenheit als Schauspielerin aufgetretene Lili Zahavi, Tochter des israelischen Filmemachers Dror Zahavi, ist Me Myself Andi ihr fünfter realisierter Kurzfilm. Sie studiert seit 2016 Regie an der Filmakademie Baden-Württemberg. Die Hochschule und die Studentin traten als Produzenten an dem Kurzfilm auf, für den Zahavi auch das Drehbuch schrieb.

## Veröffentlichung
Me Myself Andi wurde am 18. Januar 2022 beim Filmfestival Max Ophüls Preis uraufgeführt.

## Auszeichnungen
Im Rahmen des Filmfestivals Max Ophüls Preis 2022 erhielt Me Myself Andi eine Einladung in den Wettbewerb für den besten mittellangen Film. Im selben Jahr folgte eine Lobende Erwähnung beim Filmfestival achtung Berlin.